# Droitwich Spa

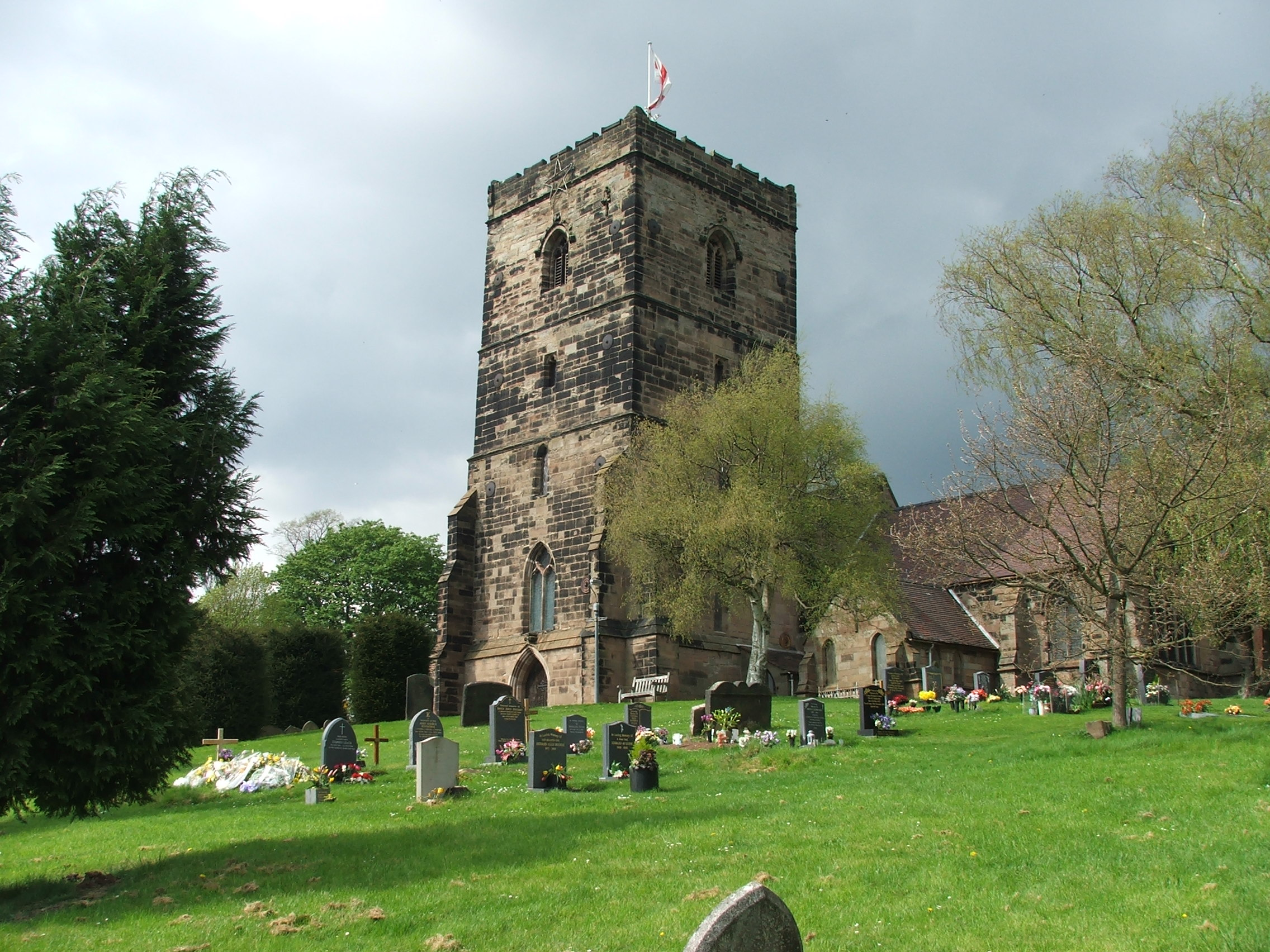
La chiesa di St Augustine

Droitwich Spa è una città inglese di 23 504 abitanti (2011) posta sul fiume Salwarpe nella parte settentrionale della contea di Worcestershire. La città è situata su di un gigantesco deposito di sale che veniva estratto fin dai tempi più antichi. La concentrazione di sale nelle acque saline di Droitwich è di 10 volte superiore a quella del mare.

## Storia
L'origine della città è legata all'estrazione di sale iniziata in tempi preistorici e continuata dai romani. L'insediamento romano era denominato “Salinae”. Era costituito da un forte a protezione dell'estrazione di sale e da un villaggio. Salinae era posta alla convergenza di diverse strade romane. A nord una strada verso nord-est collegava Salinae con il forte di Metchley e la città di Wall nell'attuale Staffordshire e una verso nord-est con il forte di Greensforge nell'area dell'attuale città di Dudley. A est Salinae era collegata con Alcester ed infine a sud-ovest con l'insediamento di Worcester.
Durante gli scavi per la costruzione della ferrovia nel 1847 venne alla luce un pavimento a mosaico romano. Successivi scavi portarono alla luce le fondazioni di una villa romana.
Il sale veniva estratto pompando in superficie l'acqua salina proveniente dai depositi di sale e lasciandola evaporare. Nel corso dei secoli la continua estrazione di sale ha provocato fenomeni di subsidenza in alcune parti della città. Particolarmente lungo la High Street è possibile vedere alcune file di case inclinate.
Nel XIX secolo Droitwich è divenuta famosa come città termale. I benefici medici non derivavano come altrove dal bere l'acqua (che nel caso delle terme di Droitwich Spa è completamente satura di sale) ma dal sollievo muscolare derivante dal nuotare e galleggiare in questa densa soluzione di sale. Le prime terme aprirono nel 1830.
Le terme originarie sono chiuse da tempo ma un nuovo stabilimento termale, parte di un ospedale privato, è aperto al pubblico.
L'estrazione del sale fu industrializzata e sviluppata nel corso del XIX secolo dall'imprenditore John Corbett che fece inoltre costruire la fantasiosa residenza di Chateau Impeney, modellata su di un castello francese, oggi adibito ad albergo.
Nel 1930 fu aperto il Lido, una grande piscina, che utilizzava le acque saline diluite.
Due canali si incontrano a Droitwich Spa. Il canale Barge (del 1771) e il canale Junction (del 1854). I canali furono costruiti per il trasporto del sale ma furono abbandonati a partire dal 1939. A seguito di un progetto di recupero iniziato nei primi anni settanta, nel 2010 è stato riaperto il canale Barge permettendo di nuovo il collegamento con il fiume Severn. Nel
2011 anche la sezione del Junction canal è stata riaperta permettendo di nuovo il collegamento con il canale Birmingham-Worcester che conduce a sud a Worcester e a nord a Birmingham.
Nei dintorni di Droitwich è situato il trasmettitore radiofonico a onde lunghe del Regno Unito (Wychbold BBC) che è anche usato per le trasmissioni a onde medie. Fu installato a Droitwich nel 1934 poiché si scoprì che i grandi depositi di sale creavano un effetto per cui il segnale radio era potenziato (così come fu relazionato dall'ingegnere capo Humphreys nel corso di molti anni).

## Luoghi di interesse
Droitwich conserva alcune case a graticcio. La più antica è di epoca elisabettiana. Interessante l'architettura a graticcio del Raven Hotel.
La chiesa più antica di Droitwich è quella di Saint Augustine posta sulla collina che domina l'abitato. All'angolo dell'High Street sorge la chiesa principale di Saint Andrew. Ai margini del parco di Saint Peter, nel cui interno sorge il Lido ormai dismesso, sorge la chiesa di Saint Peter de Witton. All'interno una lapide ricorda che Edward Winslow nato a Droitwich nel 1595 fu uno dei coloni sbarcati in America con il Mayflower.
La chiesa cattolica del Sacro Cuore conserva alcuni dei mosaici più belli d'Inghilterra al di fuori della città di Londra. Il ciclo dei mosaici rappresenta la vita di San Riccardo di Wych nato a Droitwich nel 1197.

## Amministrazione

### Gemellaggi
- Bad Ems, Germania